# Chandler (Arizona)
Chandler es una ciudad ubicada en el condado de Maricopa en el estado estadounidense de Arizona. En el censo de 2020 tenía una población de 275 987 habitantes y una densidad poblacional de 1.627,45 personas por km².

## Geografía
Según la Oficina del Censo de los Estados Unidos, Chandler tiene una superficie total de 167,12 km², de la cual 166,83 km² corresponden a tierra firme y (0,17%) 0,29 km² es agua.

## Demografía
Según el censo de 2010, había 236.123 personas residiendo en Chandler. La densidad de población era de 1.412,9 hab./km². De los 236.123 habitantes, Chandler estaba compuesto por el 73.29% blancos, el 4.78% eran afroamericanos, el 1.52% eran amerindios, el 8.22% eran asiáticos, el 0.17% eran isleños del Pacífico, el 8.27% eran de otras razas y el 3.75% pertenecían a dos o más razas. Del total de la población el 21.94% eran hispanos o latinos de cualquier raza.

## Educación
En una parte de Chandler, el Distrito Escolar de Enseñanza Secundaria de Tempe Union gestiona escuelas preparatorias (high schools).